# Alfa Brauerei
Koordinaten: 50° 56′ 9″ N, 5° 53′ 39″ O
Die Alfa Brauerei ist eine Im Familienbesitz befindliche Brauerei im südlimburgischen Schinnen. Sie besteht seit 1870 und ist die einzige in den Niederlanden, die Wasser aus einer eigenen unterirdischen Quelle zum Brauen verwendet. Sie ist seit 1995 niederländischer Hoflieferant.

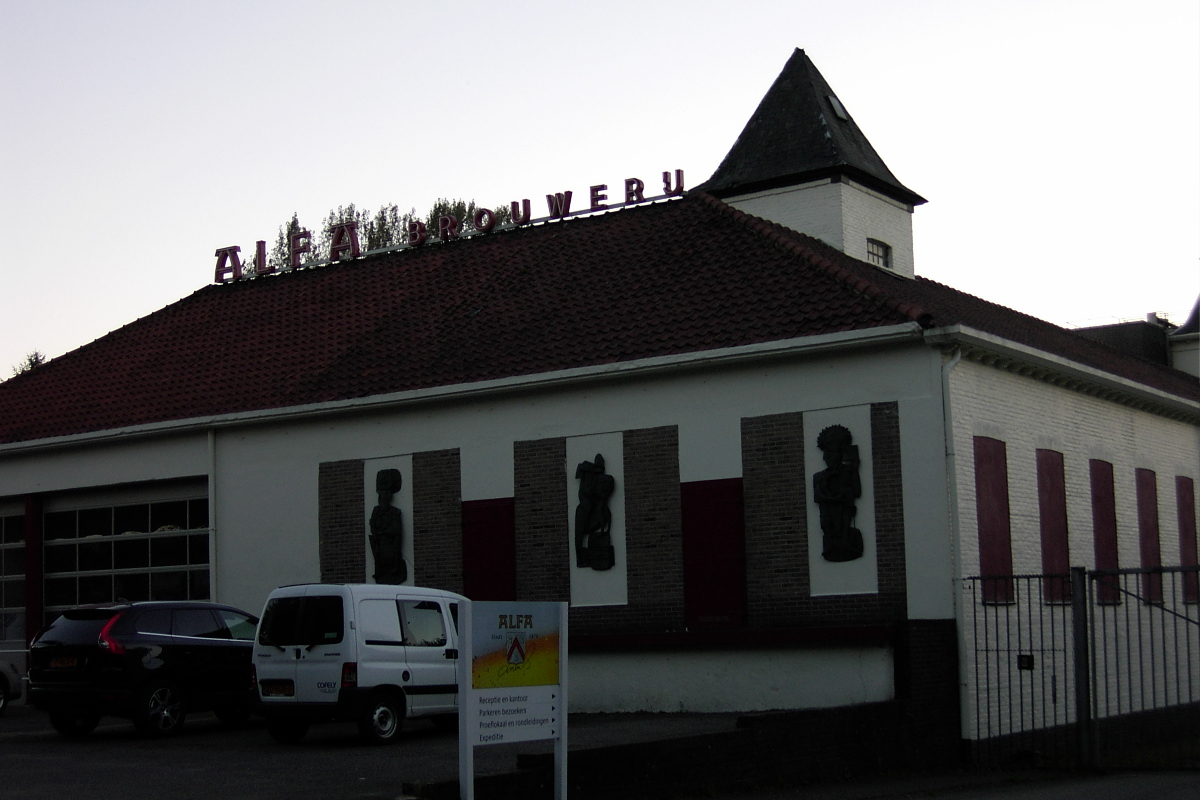
Brauereigebäude

## Geschichte
Joseph Meens gründete 1870 in Thull bei Schinnen die Meens Brauerei, die zusammen mit einem Bauernhof betrieben wurde. Das Brauen von Bier und der Verkauf von Treber lieferte zusammen mit der Landwirtschaft höhere Erträge. Obwohl in der Zeit der Gründung das Brauen von untergärigem „bayerischem“ Bier populär wurde, stellte Meens erst obergäriges Bier her. Erst um die Jahrhundertwende stellte man auf Produktion von untergärigem Bier um.
Bis 1960 war Alfa Bier nur in der Umgebung des Produktionsortes erhältlich. Mit dem wachsenden Wohlstand wurde das Bier in den ganzen Niederlanden erhältlich.
Der Betrieb ist heutzutage eine modernisierte Brauerei im Besitz der vierten Generation der Familie, die zunehmend auch saisonale Bierspezialitäten braut. Der Export nach Deutschland, Großbritannien und in die USA begann 1993, später auch der nach Griechenland und Italien.
Seit dem 125-jährigen Bestehen 1995 ist die Brauerei niederländischer Hoflieferant.
Am 29. Juni 1996 wurde ein Lokal für Brauereiverkostungen geöffnet, in dem die regulär erhältlichen Biere und das Exportbier Alfa Lager Super Strong (9 %) verkostet werden können.
Das Lokal wird gleichzeitig auch als Aufzeichnungsraum für das Programm „Muziekfabriek“ des Limburger TV-Senders L1 genutzt, in dem Limburger Musiker auftreten.

## Das Bier
Alfa braut nur mit Gerste, nicht mit Mais. Zur besseren Schaumbildung wird Farbmalz hinzugefügt.
Bis zum Beginn der Sechzigerjahre wurde fast ausschließlich Fassbier produziert. Danach steigerte sich der Anteil des Flaschenbiers, der 2015 95 % der jährlichen Produktion von 120.000 hl erreichte.
Mit einem Energieverbrauch von 210 MJ/hl ist laut Campden BRI Report die Alfa Brauerei die energieeffizienteste der untersuchten mittelgroßen niederländischen Brauereien und die zweiteffizienteste der untersuchten mittelgroßen europäischen Brauereien. Der Betrieb verbraucht 100 % grüne Energie.

## Sortiment
- Alfa Bokbier
- Alfa Edel Pils
- Alfa Lente Bok
- Alfa Oud Bruin
- Alfa Super Dortmunder
- Alfa Super Strong 9.2
- Alfa Edelpils Ongefilterd PUUR (im Auftrag von De Bierfabriek in Amsterdam. Nur erhältlich bei De Bierfabriek selbst und der Beerkompanie in Heerlen)